# Carl Ernst Göransson
Carl Ernst Göransson, född 14 januari 1886 i Kville socken, död 19 februari 1983 i Kalmar, var en svensk skolman.
Carl Ernst Göransson var son till lantbrukaren Göran Leopold Andersson. Han avlade mogenhetsexamen i Göteborg 1905 och studerade därefter vid Göteborgs högskola där han blev filosofie kandidat 1908, filosofie licentiat 1910 och filosofie doktor 1911 samt var docent i tyska där 1911–1915. Efter att från 1909 ha tjänstgjort som extraordinarie lärare vid olika läroverk i Göteborg utnämndes han till adjunkt vid läroverket i Kalmar 1913 och blev lektor i modersmålet och tyska vid läroverket i Västervik 1915. År 1918 förordnades han till rektor vid läroverket i Kalmar och blev samma år lektor där. Vid skilda tillfällen från 1938 var han tillförordnat undervisningsråd. Göransson deltog livligt i kommunpolitiken i Kalmar, tillhörde stadsfullmäktige från 1930 och valdes 1939 till vice ordförande. Han innehade också en mängd andra förtroendeposter. Vid kyrkomötena var han lekmannaombud från 1926, och blev 1935 ledamot av Kalmar läns landsting och 1937 av Växjö domkapitel. Bland Göranssons skrifter märks Die doppelpräpositionalen Infinitive im Deutschen (1911, doktorsavhandling) och Superintendenten Jonas Bhotovius och Kalmar skola (1924). Göransson är begravd på Södra kyrkogården i Kalmar.